# Bakacsi Béla
Bakacsi Béla (Újpest, 1942. február 16. –) magyar táncdalénekes, könnyűzenei menedzser.

## Életpályája
Újpesten született, édesapja, Bakacsi Pál hentes és mészáros volt, édesanyja háztartásbeli. A háború után az V. kerületben töltötte gyermekkorát. Szülei elváltak. A Szemere utcai általános iskolába járt és a Zengő Zeneiskolában hegedülni tanult. Az Eötvös József Gimnáziumban érettségizett. 
Gitározni Elekes Zsuzsától, énekelni 1961-től 1971-ig Szatmári Margittól tanult. Közben rövid ideig Ákos Stefi tanítványa is volt.A Képzőművészeti Főiskolára nem vették fel, az Országos Orvosi Műszerkereskedelmi Vállalat felsőfokú képzéseire járt. Ennél a vállalatnál ismerkedett meg José Arsamandia paraguayi gitáros-énekessel, aki a hazájában dúló polgárháború elől menekült Magyarországra. Ő mutatta meg neki először az Ave Maria no morro című dalt, ami nagy hatással volt rá. Néhány zeneszám betanulása után, már közösen léptek fel.

„… kaptam a tanáromtól egy poncsót és egy sombrerót. A pécsi Nádor szálló bárjában pedig
egyhónapos szerződéssel vettünk részt a műsoros esteken.”

A Magyar Televízió első, 1962-es Ki mit tud? vetélkedőjén is ezzel a dallal indult. Erre a tehetségkutatóra, amelyen mások mellett Koncz Zsuzsa és Gergely Ági duója; Hacki Tamás, Kern András is feltűnt, még a szomszéd néni nevezte be. A régi Nemzeti Sportcsarnok melletti Jégszínházban rendezték a döntőt, amelynek egyik kategória győztese lett. Nyereményként Magyarországot képviselve részt vett az 1962-es Helsinkiben megrendezett Világifjúsági Találkozón (VIT). A Ki mit tud döntőseivel (Koncz Zsuzsa–Gergely Ági kettős; Hacki Tamás; Hannea Aladár) készült kislemezen is szerepelt, Johnny Tillotson Poetry in Motion című twist számával. (Az általa előadott Ave maria no morro című dalt Vico Torrianival jelentette meg ekkoriban a Hanglemezgyár.)
Katonai szolgálata után, ORI vizsgát tett és 1964-től a Mosonyi Emil vezette Mosonyi-együttessel lépett fel rendszeresen a Duna Szálló kerthelyiségében valamint 1965-ben Tihanyban. Itt kereste meg őt Aldobolyi Nagy György zeneszerző és G. Dénes György (Zsüti) szövegíró, hogy volna-e kedve a következő évben megrendezésre kerülő táncdalfesztiválon Aldobolyi egyik szerzeményét elénekelni. Természetesen igent mondott és az 1966-os táncdalfesztiválon közönségdíjas lett, a Bizony így van ez szívem című dallal, amelynek szövegét Szenes Iván írta.
Elvégezte a rádió tánczenei stúdióját, amelyet Balassa P. Tamás vezetett. 1967-1970 között indult a táncdalfesztiválokon, 1967-ben Fényes Szabolcs–Szenes Iván: Hajnali járókelők című számát énekelte. 1968-ban az Amit most nem hiszel, 1969-ben a Nekem születtél című dalokat adta elő, de a döntőbe nem jutott be. 1970-ben nem rendezték meg a táncdalfesztivált. Szerepelt a Szovjetunióban, Lengyelországban, Csehszlovákiában, az NDK-ban, Jugoszláviában és Kubában is. 1970 december 1-től 1971 január 31-ig a Corvina együttessel Nyugat-Németországban, Duisburgban lépett fel. Majd ezt követően szerződését meghosszabbítva a Nemzetközi Koncertigazgatóság és az Interkoncert engedélyével hét évig Nyugat-Németországban dolgozott.

„Úgy a második hónap közepén, amikor már egyértelművé vált, hogy hosszabb távon is beváltunk,
odajött hozzám Dieter, és olyan ajánlatot tett, amelyről sokáig azt hittem, csak álmodom…Azt mondta, hogy ha van kedvem, énekelhetnék náluk, és kereshetnék annyit, mint egy nyugatnémet zenész. Ez akkoriban szinte elérhetetlen volt egy magyar énekes számára… Hároméves szerződést ajánlott, amit majd alkalomadtán meg lehet hosszabbítani akár többször is…A Dieter Hahn-sextett utazó zenekar volt, általában egy hetet töltöttünk egy-egy városban, ahol a tánclokálokban léptünk fel.”

1978-ban visszatért Magyarországra és felkereste Bolba Lajost, aki semmi jóval nem bíztatta. 

„Ekkor döntöttem el azt, hogy nem énekelni fogok, hanem menedzselem a sztárokat. Felgyűlt annyi tapasztalat ekkorra már bennem, hogy úgy éreztem, képes leszek erre, ráadásul a hazai koncertszervezés elég ingatag lábakon állt.”

 Megalapította az Akkord Kulturális Szolgáltató Irodát, koncertszervezéssel és menedzseléssel foglalkozott 2011-ig. Közben rövid ideig könnyűzenei könyvkiadással is. Együtt dolgozott többek között Komár Lászlóval, Zoránnal, Szigeti Ferenccel, Koncz Zsuzsával, Locomotiv GT-vel, a Fonográf együttessel, a V’Moto-Rockkal, a Hungáriával és az R-GO–val is. 
Énekesként 2002-ben jelent meg az Azok a hatvanas évek című albuma. 2005-ben készült el a Nélküled hol
lennék című CD-je.
Két lány édesapja.

## Diszkográfia

### Albumai
- Azok a '60-as évek... (CD, Album), Tom-Tom Records, TTCD22 (2002)
- Nélküled hol lennék... (CD, Album), Tom-Tom Records, TTCD-74 (2005)

### Kislemezei
- Ki Mit Tud? – Gézengúz (Koncz Zsuzsa) – Gergely Ágnes) / 	Madárkeringő – (Hacki Tamás) / Poetry In Motion – (Bakacsi Béla) / Manuela – (Hannea Aladár) – Qualiton – EP 7205
- Bizony így van ez szívem (Bakacsi Béla) / Én itt, te ott (Ambrus Kyri) – Qualiton, SP 311 (1966)
- Légy jó, amíg élsz (Toldy Mária) / Ó, Márta (Bakacsi Béla) – Qualiton, SP 378 (1967)
- Halk dobszó szól (Distant Drums) / Az otthon zöld füvén (Green, Green Grass Of Home) – Qualiton, SP 371 (1967)
- Hajnali járókelő (Bakacsi Béla) / Tudod (Mikes Éva) – Qualiton, SP 406 (1967)
- Amit most nem hiszel (Bakacsi Béla) / Egy régi monda (Halász Aranka) – Qualiton, SP 520 (1968)
- Majd észrevesznek; Keep On Running (Fuss Tovább) (Koncz Zsuzsa) / Gratulálok (Congratulations); A boldogságtól ordítani tudnék (Bakacsi Béla) – PGP RTB – Qualiton, EP 59432 (1968)
- Nekem születtél (Bakacsi Béla) / Nincs köztünk semmi még (Tátrai Marianne) – Qualiton, SP 608 (1969)
- Itt az alkalom (Fenyvesi Gabi) / Tegyünk egy utolsó próbát (Bakacsi Béla) – Qualiton, SP 691 (1970)
- Voltál-e ugyanúgy? (Monyók Ildikó) / Ne Rohanj! – Qualiton, SP 761 (1970)
- Indián lány (Monyók Ildikó) / Elmúlt a nyár (Bakacsi Béla) – Qualiton, SP 677 (1970)
- Szegény Joe (Harangozó Teri) / Vádolom (Bakacsi Béla) – Qualiton, SP 801 (1971)